# Tamás Bakócz
Tamás Bakócz (Erdőd, 1442 – Esztergom, 11 de junho de 1521) foi um arcebispo, cardeal e estadista húngaro.

## Biografia
Sua família pertencia à classe baixa, mas foi elevada ao grau de nobreza por seu irmão mais velho Valentine. Através da generosidade deste mesmo irmão, ele pôde completar seus estudos, primeiro na cidade de Szatmár-Németi, depois em Cracóvia, na Polônia, e finalmente nas cidades italianas de Ferrara e Pádua. Regressou ao seu país natal aproximadamente em 1470, com o grau de doutor e pouco depois fez amizade com um ilustre eclesiástico da Itália, Gabriele Rangone, que gozava da confiança do rei Matias Corvino e ocupava altos cargos na Hungria. Por intermédio deste prelado, Bakócz foi apresentado ao rei cerca de 1474 e através de um incidente feliz ele atraiu a atenção de seu soberano. Bakócz foi contratado pela corte, empregado na chancelaria e logo se tornou secretário do rei e substituto do chanceler real. Em 1480 recebeu o cargo de preboste da cidade de Titel, na atual Sérvia. Em 27 de abril de 1487 Bakócz foi nomeado Bispo de Győr (Raab).
Após a morte do rei Matias I em 1490, Bakócz participou ativamente da seleção de um novo governante e quando seu candidato, Vladislau, um príncipe polonês e rei da Boêmia, foi escolhido, Bakócz foi nomeado chanceler do reino. Como tal, ele se tornou o verdadeiro governante de seu país, cujos destinos dirigiu com firmeza e habilidade. Concluiu tratados vantajosos com outros poderes e fez da aliança com a República de Veneza a base de sua política externa. Por esse motivo, manteve a Hungria fora da Liga de Cambrai, formada em 1508 entre o Papa Júlio II, Luís XII de França, Fernando II de Aragão e o imperador Maximiliano I do Sacro Império Romano-Germânico contra a República de Veneza. Não é de admirar que as autoridades de Veneza competiam com o rei Vladislau II da Hungria em garantir honras e riquezas para o prelado poderoso e ambicioso.
Quando o Bispado de Eger ficou vago em 1497, Bakócz foi nomeado para ele pelo rei. O Papa Alexandre VI inicialmente se opôs, mas depois ratificou a nomeação e pouco depois, em 20 de dezembro do mesmo ano, nomeou-o Arcebispo de Esztergom. Além disso, Bakócz foi elevado a cardeal em 28 de setembro de 1500, um mês depois foi instalado cardeal-presbítero dos Santos Silvestre e Martinho nos Montes e nomeado Titular Patriarca de Constantinopla em 30 de outubro de 1507. A República de Veneza lhe cedeu, de bom grado, as receitas que fossem geridas dentro de seu próprio território e anexadas ao título patriarcal. Não satisfeito com tudo isso Bakócz aspirou ao trono papal e recebeu garantias de apoio do imperador Maximiliano e de Veneza. Contudo, circunstâncias adversas impediram a realização dessas esperanças.
Um homem de tal proeminência teve necessariamente sua parte nos eventos eclesiásticos de caráter geral. Quando, em 1510, vários cardeais se rebelaram contra o Papa Júlio II, ambos os lados tentaram atraí-lo para seus planos. Bakócz manteve uma atitude de espera, até que o Papa, em 1511, condenou o conselho cismático de Pisa e anunciou que um sínodo geral seria realizado em Latrão em 1512. Bakócz foi convidado para este concílio e sem mais hesitação viajou a bordo de um navio veneziano para Ancona e chegou a Roma em janeiro de 1512, onde foi recebido pelo Papa com muita pompa e esplendor. No concílio, que teve início em 3 de maio de 1512, Bakócz tomou parte ativa. Esteve na comissão para a reforma da Igreja e da Cúria Romana. Após a morte do Papa Júlio II, em 21 de fevereiro de 1513, e durante o conclave, tornou-se evidente que ele tinha poucas perspectivas de ganhar a tiara papal. Na verdade, no dia 9 de março, o cardeal Giovanni di Lorenzo de' Medici foi eleito como Papa Leão X.
O novo papa assegurou imediatamente o serviço do influente Bakócz para uma Cruzada contra os otomanos. Ele fez de Bakócz um Legado papal não só para a Hungria, mas também para os países vizinhos e concedeu-lhe os mais amplos privilégios. Depois de seu retorno à Hungria, em 1514, Bakócz começou imediatamente os preparativos para a expedição e logo um exército de cerca de 100 000 soldados foi reunido sob a liderança de György Dózsa. Infelizmente, os nobres se opuseram à iniciativa e todo o assunto terminou em uma guerra civil entre eles e os cruzados, em que a nobreza saiu vitoriosa. Após a morte do rei Vladislau II em 1516, a influência de Bakócz cessou quase completamente. Os últimos anos de sua vida foram gastos mais em recolhimento. Foi um homem do mundo, muito ambicioso e nem sempre terno na escolha dos meios para um fim. Fora sua grande fortuna e por meio de sua posição influente, Bakócz proporcionou uma vida principesca para os membros de sua família. Devido ao grande poder por tanto tempo exercido por ele, ele fez muitos inimigos entre seus compatriotas, cuja oposição triunfou no final. Com tudo isso, sua conduta pessoal era irrepreensível. Nem mesmo uma sombra de suspeita foi lançada sobre seu caráter por seus inimigos. Era profundamente religioso e tinha uma devoção especial à Santíssima Virgem Maria, em cuja honra ele construiu uma capela na Basílica de Eger e construiu uma outra perto da Basílica de Esztergom, uma estrutura magnífica do Renascimento, onde seus restos mortais foram sepultados.